# Gmina Lipusz
Die Gmina Lipusz ist eine Landgemeinde im Powiat Kościerski der Woiwodschaft Pommern in Polen. Ihr Sitz ist das gleichnamige Dorf (kaschubisch Lëpùsz; deutsch Lippusch) mit 2611 Einwohnern (31. März 2011).

## Geographische Lage
Lipusz liegt südwestlich von Danzig zwischen Bytów (Bütow) und Kościerzyna (Berent) an der Abzweigung der Bahn in Lipusz nach Chojnice (Konitz) bzw. nach Bytów und Korzybie.

## Gliederung
Zur Landgemeinde Lipusz gehören siebzehn Ortschaften, die acht Dörfern mit („Schulzenämtern“) zugeordnet sind:
- Schulzenämter: Bałachy (Wallachei), Gostomko (Gostomken, 1942–1945 Fichtenau), Lipuska Hutta (Lippuschhütte), Lipusz (Lippusch), Płocice (Plotzitz), Szklana Huta (Glashütte Lippusch), Tuszkowy (Tuschkau) und Śluza (Schlusa)

- Übrige Ortschaften: Jabłuszek Duży (Jabluschek), Jabłuszek Mały (Klein Jabluschek), Krosewo (Kruschewen), Krugliniec (Kruglenz), Papiernia (Papiermühle), Płocice-Kula, Szwedzki Ostrów (Schwetzki Ostrow), Trawice (Trawitz) und Wygrówno (Wirowen).